# Alocasia devansayana
Alocasia devansayana är en kallaväxtart som först beskrevs av Lucien Linden och Émile Rodigas, och fick sitt nu gällande namn av Adolf Engler. Alocasia devansayana ingår i släktet Alocasia och familjen kallaväxter. Inga underarter finns listade.